# Lakkalakatti, Ron
Lakkalakatti là một làng thuộc tehsil Ron, huyện Gadag, bang Karnataka, Ấn Độ.